# Escuela Superior de Arte Dramático de Galicia
La Escuela Superior de Arte Dramático de Galicia (ESADg) es un centro superior de enseñanzas artísticas de titularidad pública, dependiente de la Consellería de Cultura, Educación y Ordenación Universitaria. Ofrece las titulaciones propias de los estudios superiores de arte dramático en las especialidades de Interpretación, Escenografía, Dirección escénica y Dramaturxia. Tiene su sede en la calle Poza Cabalo de Navia, Vigo.

## Historia
La ESAD de Galicia fue creada en junio de 2005, recibiendo la actual denominación a comienzos de 2006. En septiembre de 2005 comenzaron las actividades lectivas con la apertura de los itinerarios de Interpretación Textual y de Dirección escénica. En diciembre de 2006 una juez obligó a la Consejería a repetir los exámenes de ingreso en el cuerpo de profesores.
A los estudios iniciales se añadieron los de Dramaturgia en 2008 y los de Escenografía en 2009. La adaptación de los estudios al Espacio Europeo de Educación Superior se produjo en 2010 y dos años después, en 2012, se incorporó el itinerario de Interpretación Gestual a la oferta educativa del centro.
En septiembre de 2018, el profesorado de la ESAD realizó una jornada de huelga en protesta por la desaparición de seis plazas de profesorado.

## Enseñanzas
La ESAD de Galicia ofrece el Título Superior de Arte Dramático (equivalente a todos los efectos a la titulación de Grado universitario), en las especialidades de Dirección escénica y dramaturgia, Escenografía e Interpretación, tanto Textual como Gestual.